# Olle Tandberg
Olof Peder "Olle" Tandberg, född 12 oktober 1918 i Stockholm, död 26 december 1996 i Nacka, var en svensk tungviktsboxare.

## Karriär
Olle Tandberg deltog vid Olympiska sommarspelen 1936 i Berlin som 18-åring i boxningens tungviktsklass. Han nådde tredje omgången, där han besegrades av ungraren Ferenc Nagy. 
Tandberg var europeisk amatörmästare både 1937 och 1939, och gick 1941 över till att boxas professionellt. Redan 1943 fick han möjligheten att i Stockholm boxas om den då vakanta europamästerskapstiteln mot belgaren Karel Sys, som han besegrade på poäng. Sys vann ett halvt år senare returmatchen i Bryssel och återtog därmed mästartiteln. Olle Tandberg representerade Djurgårdens IF. 
Tandberg gick sin sista match på Råsunda fotbollsstadion inför 37 271 åskådare, den 14 augusti 1949 mot amerikanen Jersey Joe Walcott, som vann på teknisk knockout i femte ronden. Walcott blev 1951 innehavare av världsmästartiteln i tungvikt, vilken han dock förlorade 1952.
Olle Tandberg gick sammanlagt 30 matcher som professionell med resultaten 23 vinster, sex förluster och en oavgjord.

## Övrigt
Det finns oljemålningar ute på marknaden som är signerade Olle Tandberg, vilka dock torde vara målade av hans far Olof Tandberg som var känd som konstnär.